# Paulding megye (Georgia)
Paulding megye az Amerikai Egyesült Államokban, azon belül Georgia államban található. Megyeszékhelye és legnagyobb városa Dallas. Lakosainak száma 168 661 fő (2020. április 1.). Paulding megye Bartow, Douglas, Carroll, Cobb, Polk és Haralson megyékkel határos.

## Népesség
A megye népességének változása:
| Lakosok száma | 142 779 | 143 816 | 144 920 | 146 950 | 152 238 | 168 661 |
|               | 2010    | 2011    | 2012    | 2013    | 2015    | 2020    |